# Liste der Bodendenkmäler in Lauter (Oberfranken)
Auf dieser Seite sind die Bodendenkmäler in der oberfränkischen Gemeinde Lauter zusammengestellt. Diese Tabelle ist eine Teilliste der Liste der Bodendenkmäler in Bayern. Grundlage ist die Bayerische Denkmalliste, die auf Basis des Bayerischen Denkmalschutzgesetzes vom 1. Oktober 1973 erstmals erstellt wurde und seither durch das Bayerische Landesamt für Denkmalpflege geführt wird. Die folgenden Angaben ersetzen nicht die rechtsverbindliche Auskunft der Denkmalschutzbehörde.

## Bodendenkmäler der Gemeinde Lauter

### Bodendenkmäler in der Gemarkung Deusdorf
| Lage                | Objekt                                                                         | Akten-Nr.     | Bild |
| ------------------- | ------------------------------------------------------------------------------ | ------------- | ---- |
| Deusdorf (Standort) | Siedlung des Neolithikums.                                                     | D-4-6030-0039 |      |
| Deusdorf (Standort) | Archäologische Befunde im Bereich der frühneuzeitlichen Kapelle in Krappenhof. | D-4-6030-0079 |      |

### Bodendenkmäler in der Gemarkung Lauter
| Lage              | Objekt | Akten-Nr.     | Bild |
| ----------------- | --- | ------------- | ---- |
| Lauter (Standort) | Freilandstation des Paläolithikums und des Mesolithikums.                                                                         | D-4-6030-0029 |      |
| Lauter (Standort) | Freilandstation des Spätpaläolithikums und des Mesolithikums.                                                                     | D-4-6030-0037 |      |
| Lauter (Standort) | Siedlung des Neolithikums. | D-4-6030-0038 |      |
| Lauter (Standort) | Archäologische Befunde des Mittelalters und der frühen Neuzeit im Bereich der Katholischen Pfarrkirche St. Laurentius von Lauter. | D-4-6030-0075 |      |